# Biała Podlaska
Biała Podlaska (in bielorusso Белая, Bjelaja) è una città polacca del Voivodato di Lublino.
Ricopre una superficie di 49,40 km² e nel 2007 contava 59 047 abitanti.

## Amministrazione

### Gemellaggi
- Niort
- Brėst